# John Lomax
Pour les articles homonymes, voir John Avery, Avery et Lomax.
John Avery Lomax est un musicologue et folkloriste américain né à Goodman  (Mississippi) le 23 septembre 1867 et mort le 26 janvier 1948.
Avec l'aide de sa famille et principalement de son fils Alan Lomax, il passe sa carrière à collecter les chants de cow-boys, les ballades traditionnelles et surtout les musiques des vieux bluesmen du Sud des États-Unis depuis 1910 pour la Bibliothèque du Congrès. Père et fils font ensemble connaître Leadbelly tandis qu'Alan, quelques années plus tard, convainc Muddy Waters de faire une carrière professionnelle dans le blues.

## Biographie

### Début de carrière
John Lomax débute comme enseignant dans diverses écoles de campagne, puis entre à l'université du Texas à Austin, en 1895. Il choisit de se spécialiser en littérature anglaise. Dans son ouvrage Adventures of a Ballad Hunter (Les Aventures d'un chasseur de ballades), il raconte son arrivée à l'université avec un grand nombre de chansons de cow-boy écrites dans son jeune âge. Il les montre alors à un professeur d'Anglais, qui les juge « pauvres et sans valeur » et invite Lomax à brûler le tout derrière le dortoir des garçons. Son intérêt pour les chansons folk ayant été provisoirement refroidi, Lomax se focalise sur des sujets plus acceptables académiquement. Après l'obtention de son diplôme, il reste à l'université du Texas où il travaille comme secrétaire général, gérant de Brackenridge Hall (le dortoir des garçons) et secrétaire personnel du président de l'université. En 1903, il accepte un poste de professeur d'anglais à la Texas A&M University et s'installe avec sa jeune épouse, Bess Brown Lomax.
Il souhaite néanmoins continuer son cursus et, en 1907, saisit sa chance d'intégrer l'université Harvard comme étudiant diplômé. Là, il étudie sous la direction de Barrett Wendell et George Lyman Kittredge, deux professeurs renommés qui l'encouragent vivement dans son intérêt pour les chansons de cow-boy. Wendell et Kittredge continueront de jouer un rôle important en tant que conseillers au cours de sa carrière, bien après son retour au Texas l'année suivante, muni de son diplôme de Master in Arts, pour reprendre son poste d'enseignant à la Texas A&M University. Encouragé par Wendell, il postule pour une bourse Sheldon, qu'il obtient pour ses recherches et sa collecte de chansons de cow-boy. L'anthologie qui en découle, Cowboy Songs and Other Frontier Ballads, publiée en 1910, avec une introduction signée du président Theodore Roosevelt, le rend célèbre. Y est incluse The Buffalo Skinners, dont Kittredge dit qu'il s'agit d'« une des meilleures ballades western » (à comprendre dans le sens « de l'Ouest américain historique »), et qui est appréciée par Carl Sandburg et Virgil Thompson pour ses qualités homériques. Dès le début de son ouvrage, Lomax insiste sur l'aspect inclusif de la culture américaine. Ainsi, certaines des plus célèbres chansons du livre, Get Along Little Doggies, Sam Bass et Home on the Range, sont attribuées à des Noirs qui donnaient des informations aux cow-boys.

### La Texas Folklore Society
À peu près à la même époque que la sortie de cet ouvrage, John Lomax et le professeur Leonidas Payne de l'Université du Texas à Austin fondent la Texas Folklore Society, suivant la suggestion de Kittredge selon laquelle Lomax pourrait créer une branche texane de l'American Folklore Society. Lomax et Payne espèrent que la société les suivra dans leurs propres recherches tout en éveillant l'intérêt pour le folklore auprès des texans partageant leurs points de vue. Le jour de Thanksgiving 1909, Lomax nomme Payne président de la société, puis Payne nomme Lomax secrétaire. Tous deux cherchent à attirer de nouveaux membres et, un mois plus tard, Killis Campbell, professeur associé à l'Université du Texas, annonce publiquement la formation de la société lors d'un meeting tenu par la Texas State Teachers Association (association des professeurs de l'État du Texas). Dans l'édition inaugurale des Publications of the Texas Folklore Society, John Lomax appelle à la collecte et à la préservation du folklore texan en ces termes : « au Texas, deux champs, riches et pratiquement incultes, se trouvent au sein des populations Nègres et Mexicaines de l'État. » Il ajoute : « Il y a nombre de matériaux de recherche à portée de main, non pas enterrés dans des livres poussiéreux ou des enregistrements incomplets, mais dans des personnes humaines bien vivantes. »
La société grandit graduellement au cours de la décennie suivante, Lomax mettant son énergie au service de son développement. Sur son invitation, Kittredge et Wendell assistent aux réunions. Parmi les autres membres des premières années, on trouve également Stith Thompson et J. Frank Dobie, qui commencent tous deux à donner des cours à l'université en 1914. Sur recommandation de Lomax, en 1915, Thompson devient le secrétaire et trésorier de la Société. En 1916, Thompson édite le premier volume des Publications of the Texas Folklore Society, que Dobie ressort sous le nom de Round the Levee en 1935. Cette publication présente le but principal de la société et les motivations de Lomax dans son travail : rassembler autant de folklore que possible avant qu'il ne disparaisse et le préserver afin que les futurs chercheurs puissent l'analyser. Ces efforts originels laissent présager ce qui deviendra le grand-œuvre de Lomax, un dépôt de plus de dix-mille enregistrements à destination de l'Archive of American Folk Song, à la Bibliothèque du Congrès.
En juin 1910, Lomax accepte un poste administratif à l'Université du Texas. Au cours des sept années suivantes, il poursuit ses recherches et assure des tournées de lectures publiques avec les encouragements de sa femme et de ses enfants, qui y assistent. Cette période prend fin en 1917, quand Lomax est renvoyé ainsi que six autres membres de la faculté, en conséquence d'une bataille politique entre le gouverneur du Texas, James E. Ferguson, et le président de l'Université, le Dr. R. E. Vinson. Lomax quitte alors le Texas pour Chicago et devient banquier. Peu de temps après, Ferguson est démis de ses fonctions par une procédure d’impeachment et le Board of Regents annule le renvoi de Lomax. Celui-ci, néanmoins, ne reprend pas son précédent poste. En lieu et place, il partage les quinze années suivantes entre le monde de la banque, d'abord à Chicago, puis à Dallas, et divers travaux avec d'anciens élèves de son université. Il continue également à donner des conférences dans les principales universités des États-Unis et donne occasionnellement des cours particuliers sur la chanson folk à destination de ses anciens professeurs de Harvard, maintenant ainsi son réseau relationnel. Il devient ami avec le poète Carl Sandburg, qui mentionne souvent Lomax dans son ouvrage American Songbag, sorti en 1927.

### Contribution à l'Archive of American Folk Song
La tragédie frappe la famille Lomax en 1931, quand Bess Brown Lomax meurt à l'âge de cinquante ans, laissant derrière elle quatre enfants (la plus jeune, Bess, n'a alors que dix ans) et un mari éploré. En outre, la banque de Dallas où travaille John fait faillite : ce dernier doit appeler ses clients un par un pour leur annoncer que leurs investissements ne valent plus rien. Endetté et au chômage, avec deux jeunes enfants scolarisés, l'homme de soixante-cinq ans tombe dans une grave dépression. Espérant ainsi ragaillardir son père, John Lomax Jr. l'encourage à entamer une série de lectures publiques. Ils prennent la route ensemble, campant pour économiser, avec d'abord John Jr., puis Alan Lomax comme assistant personnel et chauffeur du père. En juin 1932, ils visitent les bureaux des éditions Macmillan à New York. Lomax leur soumet son idée d'anthologie des ballades et chansons folk américaines, insistant particulièrement sur la contribution des Afro-Américains : Le projet est accepté. Afin de le préparer, Lomax se rend à Washington pour faire un tour d'horizon des collections de l'Archive of American Folk Song au sein de la Bibliothèque du Congrès.
À l'arrivée de Lomax, l'Archive comporte déjà une collection d'enregistrements commerciaux au phonographe, enregistrements qui fragilisent la barrière entre la chanson commerciale et la chanson folk traditionnelle, ainsi que des cylindres de cire enregistrés sur le terrain, le tout conservé sous la direction de Robert Winslow Gordon, archiviste en chef, et Carl Engel, chef du département musique. Gordon a déjà fait des essais sur le terrain avec un enregistreur sur disque microsillon, mais n'a eu ni le temps, ni les moyens financiers de réellement se lancer dans cette voie. Lomax trouve le fonds d'enregistrements inadapté à ses besoins. Il conclut alors un accord avec la Bibliothèque, qui stipule que celle-ci lui fournira le matériel d'enregistrement, que Lomax se charge de leur faire attribuer grâce à des dons privés, en échange de quoi il voyagera à travers les États-Unis pour réaliser des enregistrements destinés à l'Archive.
C'est ainsi que commence une collaboration de dix ans avec la Bibliothèque du Congrès, qui n'implique pas seulement John mais aussi toute la famille Lomax, dont sa seconde femme, Ruby Terrill Lomax, qu'il épouse en 1934. Les quatre enfants de Lomax l'assistent dans son travail de recherche de chansons folk, ainsi que dans tous les travaux quotidiens que requiert la gestion de l'Archive : Shirley joue des chansons que sa mère lui a apprises, John Jr. encourage l'association entre son père et la Bibliothèque, Alan accompagne son père sur le terrain et, en 1937, devient le premier employé rémunéré - quoique fort mal - de l'Archive, en tant qu'Assistant in Charge, enfin, Bess passe ses weekends et vacances à copier des textes de chansons et à comparer celles-ci entre elles.

### Enregistrements sur le terrain
Grâce à un don de l'American Council of Learned Societies (Conseil Américain des Sociétés Savantes), John Lomax peut, en juin 1933, partir pour sa première campagne d'enregistrement sous les auspices de la Bibliothèque, en compagnie d'un Alan Lomax alors âgé de dix-huit ans. Tout comme maintenant, un pourcentage disproportionné d'hommes Afro-Américains emplit les prisons. Robert Winslow Gordon, a écrit dans un article du New York Times paru aux alentours de 1936, que « presque tous les styles de chansons de [notre] pays peuvent être trouvés dans [nos] prisons et pénitenciers. » Les folkloristes Howard Odum et Guy Johnson observent pour leur part que « si quelqu'un cherche à obtenir une image précise des conditions de travail des Nègres, il trouvera sans doute le meilleur poste d'observation dans les chain gangs et les prisons, ou en se mettant dans la peau du perpétuel fugitif. » Mais ce que ces folkloristes se sont contentés de recommander, John et Alan, eux, le mettent en pratique. Ils retirent de cette application fructueuse que « [les prisonniers], réduits à compter sur leurs propres ressources pour se distraire (...), continuent de chanter, surtout les prisonniers de longue date qui ont été isolés pendant des années et n'ont pas encore été influencés par le jazz et la radio, les mélodies Nègres typiques de l'ancien temps. » Ils font le tour des fermes-prisons du Texas et enregistrent des work songs, chansons destinées à être scandées au rythme du travail manuel, des reels, des ballades et des blues interprétés par des prisonniers comme James "Iron Head" Baker, Mose "Clear Rock" Platt et Lightnin’ Washington. Tous les interprètes que les Lomax enregistrent ne sont cependant pas en prison. Dans d'autres communautés, ils enregistrent ainsi K.C. Gallaway et Henry Truvillion.
En juillet, ils font l'acquisition d'un phonographe enregistreur très perfectionné de plus de 150 kg, fonctionnant à base d'acétate. Après l'avoir installé dans le coffre de sa berline Ford, Lomax l'utilise pour enregistrer, au Louisiana State Penitentiary d'Angola, un joueur de guitare à douze cordes dénommé Huddie Ledbetter, plus connu sous le nom de Leadbelly, qu'ils considèrent comme l'une de leurs découvertes les plus significatives. Durant l'année et demi suivante, père et fils continuent à enregistrer de nombreux artistes sur disque dans les États du Sud.
À l'inverse de nombre de collectionneurs privés, Lomax n'est en rien un antiquaire, ses livres insistant sur son idée que la création en musique folk est un procédé artistique dynamique qui se poursuit de nos jours. En faisant mieux connaitre et apprécier cette musique du grand public, il compte encourager sa préservation en tant qu'art. Les Lomax sont également parmi les premiers à appliquer une méthodologie universitaire à leurs travaux, contrairement aux simples collectionneurs. 
John Lomax sera ensuite accusé d'avoir posé son empreinte sur le répertoire et la garde-robe de Leadbelly. Cependant, comme l'écrit l'historien du jazz Ted Gioia, « peu oseraient nier le rôle instrumental qu'il a joué dans la transformation de l'ancien délinquant en un interprète à succès de musique traditionnelle Afro-Américaine. Le tournant dans sa vie fut rapide et prononcé : Leadbelly fut libéré le 1er août 1934 ; son emploi du temps pour la dernière semaine de décembre cette même année incluait des performances pour un rassemblement de la MLA à Philadelphie, pour un thé l'après-midi à Bryn Mawr, et pour un rassemblement informel de professeurs de Columbia et de la NYU. Même à l'aune des standards de l'industrie des loisirs (...), ce fut une remarquable transformation. » Trois mois après leur rencontre, Lomax et Leadbelly se séparent pour ne jamais se croiser à nouveau, néanmoins Leadbelly fit une carrière de quinze années comme artiste indépendant.
Après que Robert Gordon eut quitté la Bibliothèque en 1934, Lomax fut nommé Honorary Consultant and Curator of the Archive of American Folk Song - pour un salaire d'un dollar par an - et négocia des dons de la part de la Carnegie Corporation et de la Fondation Rockefeller, entre autres, afin de continuer à enregistrer sur le terrain. Lui et Alan enregistrèrent des ballades espagnoles et des chansons de vaqueros (cow-boys d'origine mexicaine ou espagnole) sur les bords du Río Grande, et passèrent des semaines auprès des Acadiens d'expression française dans le sud de la Louisiane.

## Héritage

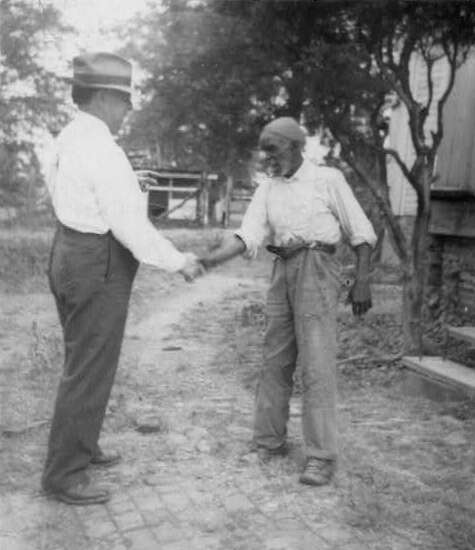
Poignée de main entre John Lomax (à gauche) et le musicien de blues « Uncle » Rich Brown en 1940.

La contribution de John Lomax à la documentation concernant les traditions folk américaines s'étend au-delà du département de Musique de la Librairie du Congrès, à travers son implication dans deux agences de la Works Progress Administration. En 1936, il fut réaffecté comme conseiller en conservation du folklore, à la fois auprès de l'Historical Records Survey et du Federal Writers' Project. En tant que premier éditeur affecté au folklore par le Federal Writers' Project, Lomax dirigea la collecte de récits d'anciens esclaves et rédigea un questionnaire à l'usage des membres du Projet travaillant sur le terrain. Ce travail fut poursuivi par Ben Notkin, qui succéda à Lomax en tant qu'éditeur du Projet en 1938 et à la Bibliothèque en 1939, qui donna naissance à un inestimable recueil d'authentiques récits d'esclaves, Lay My Burden Down: A Folk History of Slavery (édité par B. A. Botkin, Chicago, University of Chicago Press, 1945.
L'autobiographie de John A. Lomax, Adventures of a Ballad Hunter (New York, éd. Macmillan) fut publié en 1947 et il fut immédiatement question d'en faire un film avec Bing Crosby dans le rôle de Lomax et Josh White dans celui de Leadbelly, mais ce projet n'aboutit jamais. Lomax mourut d'une crise cardiaque en janvier 1948, à l'âge de 79 ans. Le 15 juin de cette année-là, Leadbelly donna un concert à l'Université du Texas, jouant des chansons pour enfants telles que Skip to my Lou et des negro spirituals (joués en duo avec sa femme Martha), qu'il avait pour la première fois chantés des années auparavant à l'intention de Lomax.
Suivant les traces de son grand-père, John Lomax III est un journaliste musical publié à l'échelle nationale aux États-Unis, auteur de Nashville: Music City USA (1986), Red Desert Sky (2001) et coauteur de The Country Music Book (1988). Il est également manager d'artistes et a ainsi représenté Townes Van Zandt, Steve Earle, Rocky Hill, David Schnaufer et The Cactus Brothers. Il représente également The Dead Ringer Band depuis 1996.

## Chanson enregistrée
- 1908 : Dink's song, chantée par Dink.

### Bande dessinée
- Lomax - Collecteurs de folk songs, Frantz Duchazeau, éditions Dargaud, 2011. L'histoire se déroule en 1933 quand John Lomax et son fils Alan partent enregistrer sur le vif les chants des Noirs du Sud américain.